# 复芒菊属
复芒菊属（学名：Formania）是菊科下的一个属，为灌木植物。该属仅有复芒菊（Formania mekongensis）一种，分布于中国云南。